# Iževsk
Iževsk [ižévsk] (rusko Ижевск, tudi Ižkar in Iž) je največje in glavno mesto Udmurtije. Leta 2018 je imelo po ocenah 648.213 prebivalcev in je bilo 21. največje mesto po prebivalstvu v Rusiji.
Med letoma 1984 in 1987 se je mesto uradno imenovalo Ustinov (rusko Усти́нов), po sovjetskem politiku in maršalu, ministru za obrambo Dmitriju Fjodoroviču Ustinovu. Leta 1987 je bilo mestu povrnjeno zgodovinsko ime kljub glasnemu nasprotovanju velikega dela meščanov. Mesto je pomembno vozlišče za industrijo, trgovino politiko, kulturo in izobraževanje v regiji Povolžje. Mesto je znano po obrambni, inženirski in metalurški panogi. Ima vzdevek »Orožarska prestolnica Rusije« (ta vzdevek si deli s Tulo) in »Mesto delavske slave«.
Daleč največje podjetje v mestu je proizvajalec orožja in vozil Ižmaš, ki izdeluje avtomatske puške AK-74 in jurišne puške AN-94. Leta 2006 je mesto in Ižmaš obiskal Hugo Chavez in napovedal velik nakup ruskih pušk. Oblikovalec puške AK-47 Mihail Timofejevič Kalašnikov je živel v Iževsku vse do svoje smrti leta 2013. Leta 1966 je podjetje začelo s proizvodnjo avtomobilov znamke Ižmaš. V 90. letih 20. stoletja je kljub težkem gospodarskem položaju v državi Iževsk razmeroma dobro shajal zaradi neprekinjenega povpraševanja po orožarskih produktih.
26. septembra 2022 je Artjom Kazancev, bivši učenec šole št 88, izvedel množično streljanje, v katerem je umrlo 18 ljudi (vključno z 11 otroki), 24 pa je bilo ranjenih. Po streljanju je izvedel samomor.